# Fonteblanda
Fonteblanda è una frazione del comune italiano di Orbetello, nella provincia di Grosseto, in Toscana.

## Geografia fisica
La località sorge a 13 metri sul livello del mare alle pendici del Poggio Talamonaccio, presso il golfo di Talamone, a sud dei monti dell'Uccellina del Parco naturale della Maremma.

## Storia
Nella zona sono stati rinvenuti numerosi reperti risalenti all'età del ferro, soprattutto nei pressi della spiaggia di Bengodi. Inoltre, il paese nacque anticamente nel periodo etrusco come porto di Talamone, e sono state rinvenuti diversi reperti risalenti al II secolo d.C. e una necropoli sempre dello stesso periodo. L'area di Campo Regio fu teatro della battaglia del 225 a.C. in cui i romani, guidati dai consoli Lucio Emilio Papo e Gaio Atilio Regolo, vinsero i Galli Boi, appoggiati dagli Etruschi. La località fu fortemente abitata in epoca romana, e subì i saccheggi dei Goti nel V secolo d.C.
Passò sotto la dominazione di Siena nel XIII secolo, e nel 1557 entrò a far parte dello Stato dei Presidi, prima di confluire nel Granducato di Toscana e successivamente nel Regno d'Italia, divenendo frazione di Orbetello.

## Monumenti e luoghi d'interesse

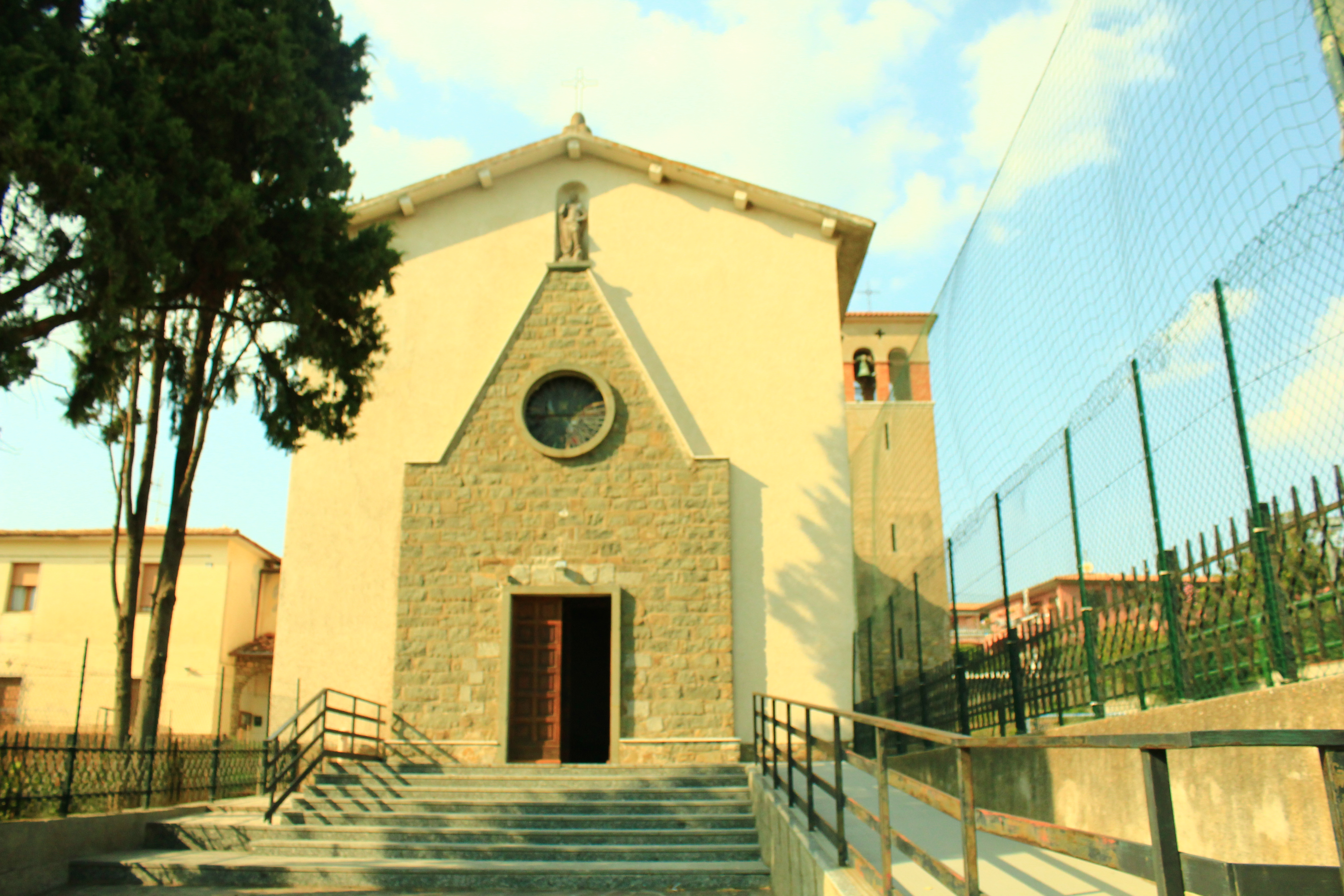
La chiesa di Santa Maria Goretti

### Architetture religiose
- Chiesa di Santa Maria Goretti, chiesa parrocchiale della frazione, ha iniziato ad essere costruita a partire dal 1950, ma è stata consacrata solamente il 5 luglio 1980. Il progetto originario era dell'ingegnere Ernesto Ganelli. La parrocchia di Fonteblanda conta circa 1 390 abitanti.[1]
- Chiesa di Santa Maria dell'Osa, nome con cui è comunemente conosciuta la chiesa di Santa Beata Vergine Maria di Pompei, è situata all'interno dell'Hotel Corte dei Butteri lungo la spiaggia dell'Osa. L'edificio è stato realizzato nel 1963 su progetto dell'architetto Ico Parisi. Ha subito un rinnovamento nel 1991.

### Architetture militari
- Torre di Talamonaccio, situata su Poggio Talamonaccio, è stata edificata nel medioevo come torre di avvistamento e poi potenziata dagli spagnoli nel XVI secolo. Attualmente è una residenza privata ed è nota per essere stata utilizzata come set per il film 007 – Quantum of Solace nel 2008.

### Siti archeologici
- Poggio Talamonaccio: promontorio che costituisce il limite meridionale del golfo di Talamone, poco distante da Fonteblanda, vi era ubicato in epoca etrusco-romana il primitivo insediamento di Talamone, dotato anche di un porto. Proprio in questa zona sorgeva l'antico tempio etrusco risalente alla fine del IV secolo a.C. da cui proviene il celebre Frontone di Talamone.

### Aree naturali
- Campo Regio, biotopo che rientra nel sito di interesse regionale (SIR) B20.
- Terme dell'Osa, complesso termale nei pressi del fiume Osa, noto sin dall'antichità dagli etruschi e dai romani.

## Società

### Evoluzione demografica
Quella che segue è l'evoluzione demografica della frazione di Fonteblanda. Sono indicati gli abitanti del centro abitato e dove è possibile è inserita la cifra riferita all'intero territorio della frazione.
| Anno | Abitanti       | Abitanti |
| Anno | Centro abitato | Frazione |
| ---- | -------------- | -------- |
| 1961 | 305            | 1 261    |
| 1981 | 717            | 1 406    |
| 2001 | 904            | -        |
| 2011 | 1 088          | -        |

## Economia

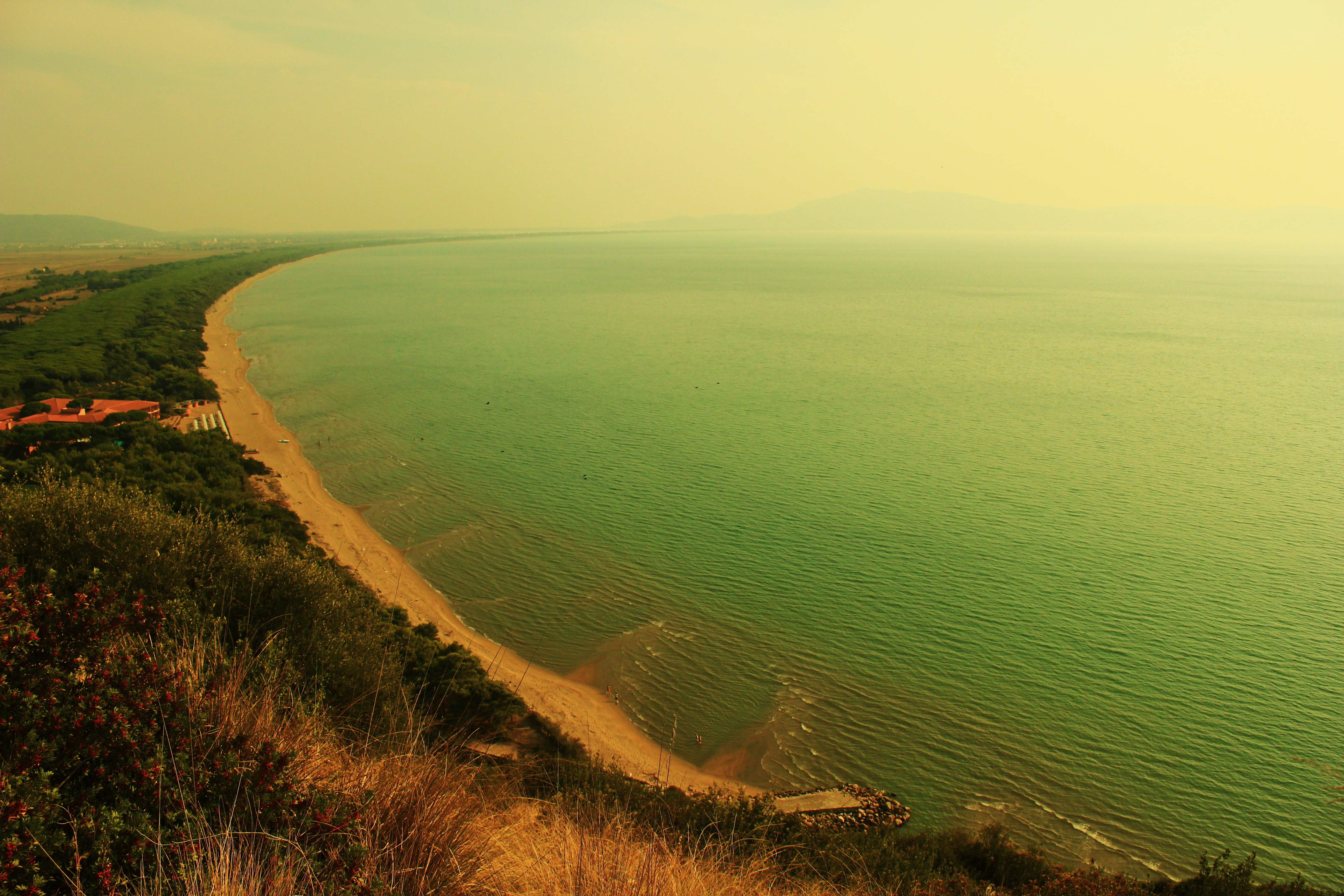
La spiaggia dell'Osa

Le spiagge di Bengodi, dell'Osa e della Puntata sono rinomate e attrezzate spiagge di Fonteblanda che attirano in estate numerosi turisti da tutta Europa.

## Infrastrutture e trasporti

### Strade
- Strada statale 1 Via Aurelia

### Ferrovie
- Ferrovia Tirrenica
  - Stazione di Talamone, che pur portando il nome di Talamone è però situata a Fonteblanda.

## Sport
La frazione è sede dell'A.S.D. Fonteblanda 1974. La società calcistica, fondata nel 1974, milita nel campionato di Prima Categoria 2020/2021.

## Galleria d'immagini

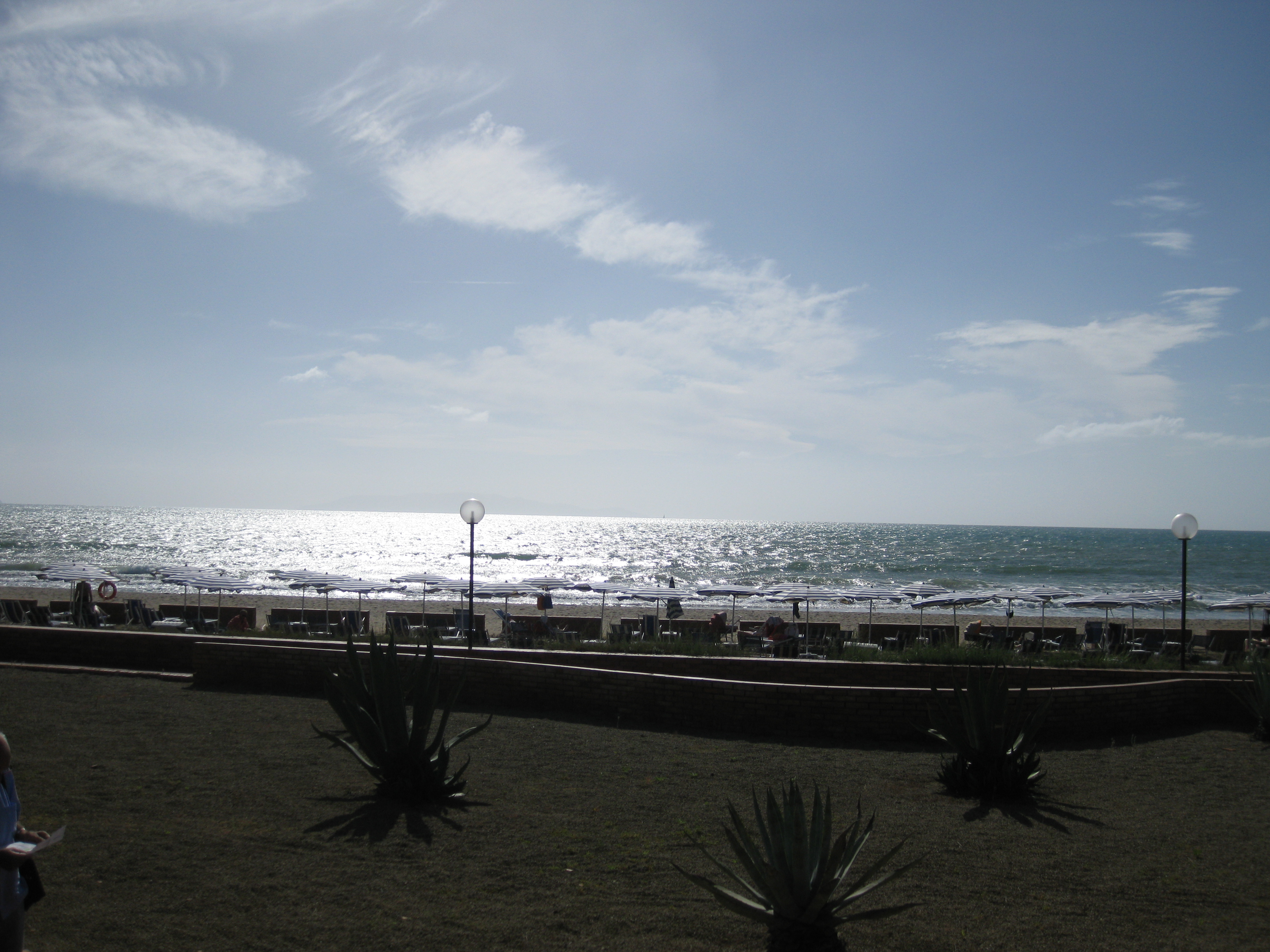
La spiaggia di un resort turistico
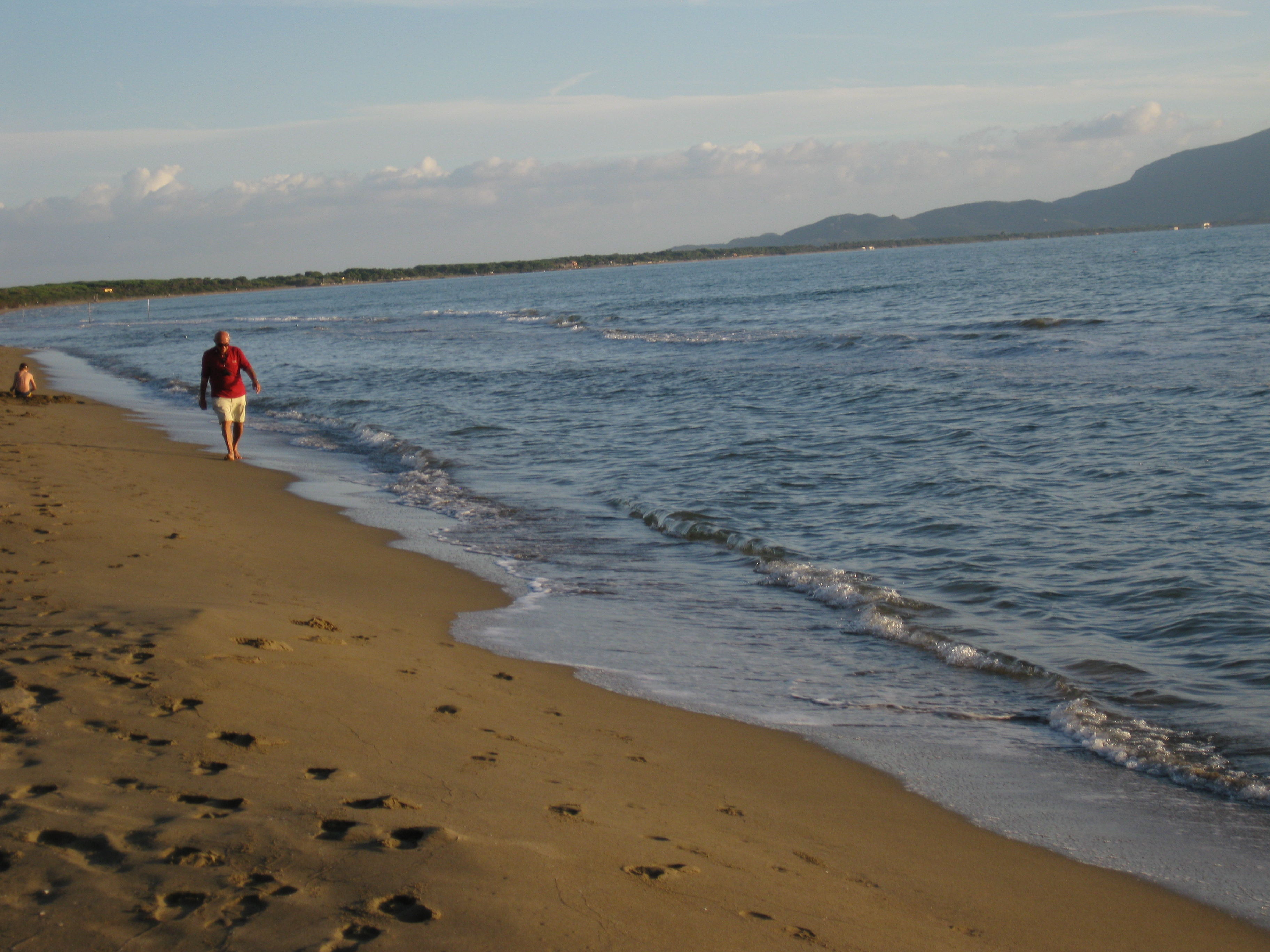
Il Mar Tirreno e la spiaggia di Fonteblanda
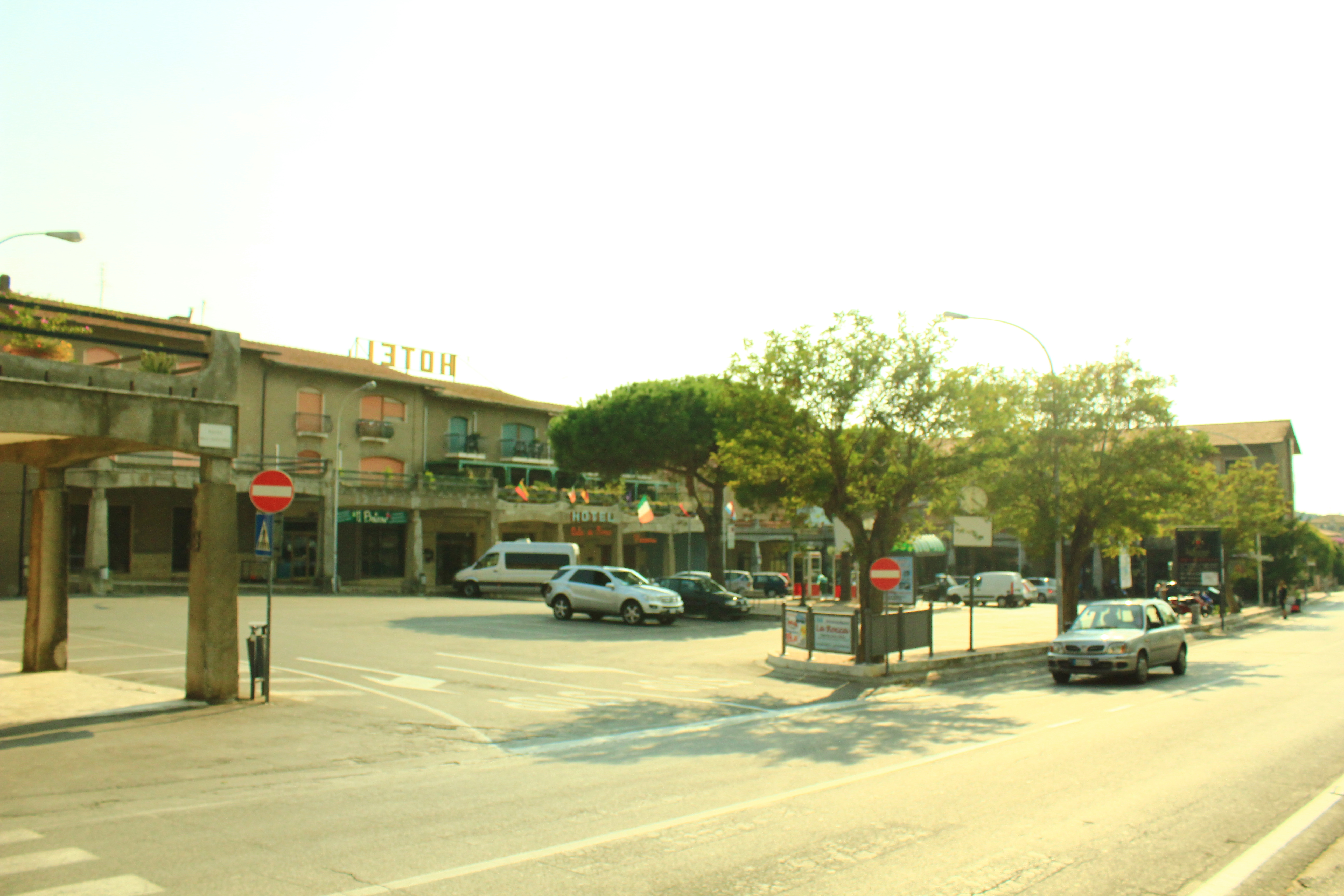
Piazza dell'Uccellina
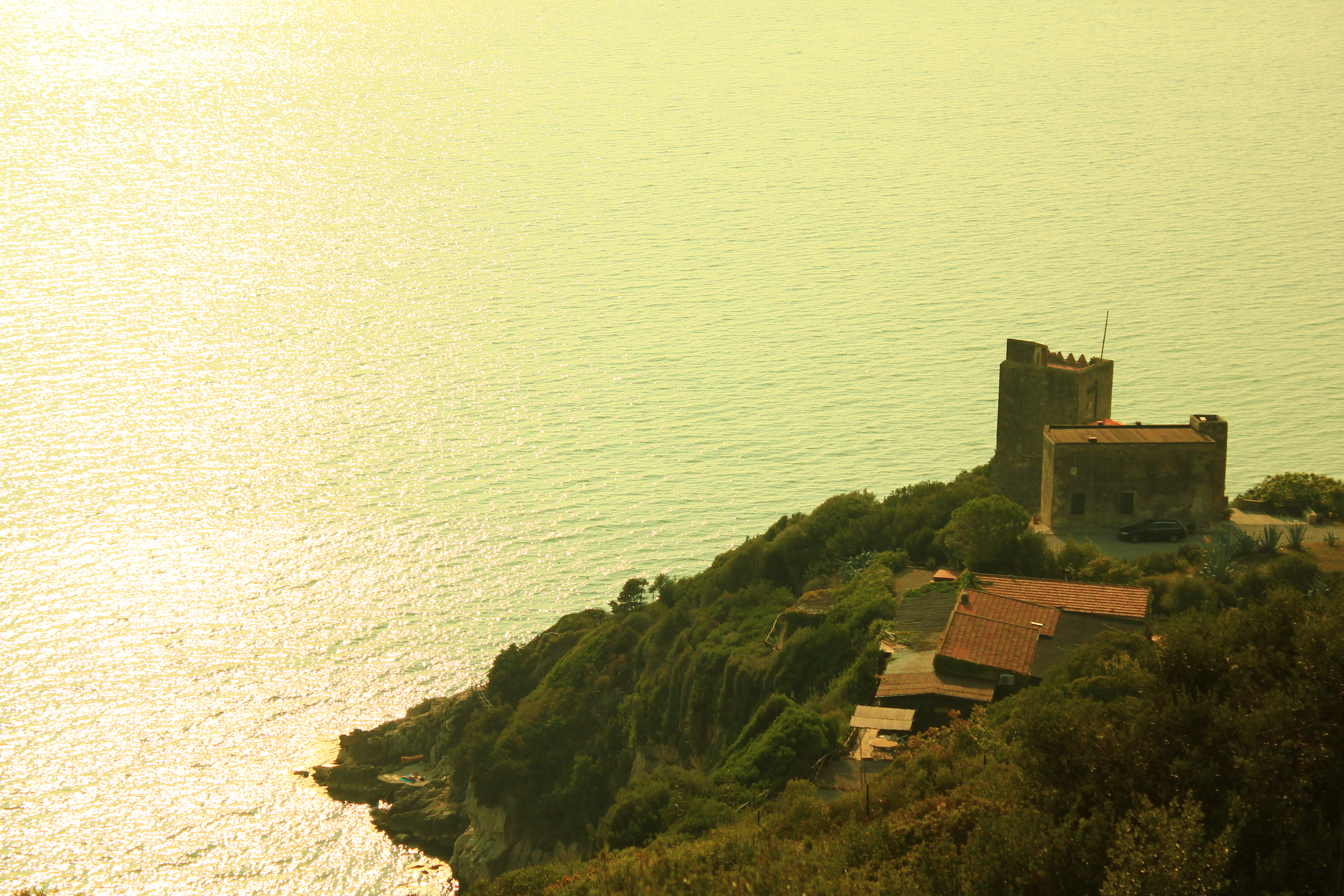
La Torre di Talamonaccio